# Icke-negativ matris
Inom matematiken är en icke-negativ matris en matris där alla element är större än eller lika med noll:
{\displaystyle \mathbf {A} \geq 0,\qquad \forall _{ij}\,a_{ij}\geq 0.}
En positiv matris definieras likartat:
{\displaystyle \mathbf {A} >0,\qquad \forall _{ij}\,a_{ij}>0.}

## Egenskaper och tillämpningar
En av positiva och icke-negativa matrisers egenskaper är att Perron-Frobenius sats gäller.